# تاتسورو هاغيهارا
تاتسورو هاغيهارا (باليابانية: 萩原 達郎) (6 أغسطس 1982 في كاغوشيما في اليابان – )؛ هو لاعب كرة قدم ياباني سابق كان يلعب كحارس مرمى.

## وصلات خارجية
- تاتسورو هاغيهارا على موقع رابطة كرة القدم اليابانية للمحترفين (اليابانية)
- تاتسورو هاغيهارا على موقع قاعدة بيانات كرة القدم.إي يو (الإنجليزية)
- تاتسورو هاغيهارا على موقع Soccerway.com (الإنجليزية)
- تاتسورو هاغيهارا على موقع عالم كرة القدم.نت (الإنجليزية)